# Дю Френуа, Шарль Альфонс
Шарль-Альфонс Дю Френуа, Дюфренуа (фр. Charles-Alphonse Du Fresnoy; 1611, Париж — 16 января 1668, Вилье-ле-Бель) — французский живописец академического направления эпохи «большого стиля» Людовика XIV. Автор теоретического трактата «Искусство графики» (De Arte Graphica).

## Биография
Дю Френуа родился в Париже в семье аптекаря. Ему предназначалась медицинская профессия, и он хорошо знал латынь и греческий язык; но, имея естественную склонность к изобразительному искусству, он не захотел заниматься семейным делом, и ему было разрешено изучать основы рисунка и живописи под руководством Симона Вуэ и Франсуа Перрье. В возрасте двадцати одного года практически без средств он уехал в Рим, делал зарисовки античной архитектуры.
После двух лет, проведённых таким образом, он встретил своего старого соученика Пьера Миньяра и с его помощью добился некоторого улучшения своего профессионального и материального положения. Он изучал творчество Рафаэля и античное искусство, в 1633 году отправился в Венецию, а в 1656 году вернулся во Францию. В течение двух лет он занимался росписями замка дю Ренси, писал пейзажи и алтарные картины. Он никогда не был женат. Прожил короткую жизнь, его смерть наступила в результате апоплексического удара, за которым последовал паралич; он умер в Вилье-ле-Бель, недалеко от Парижа.

## Творчество
Живописные работы Дю Френуа немногочисленны; они правильны в рисунке с элементами болонского академизма братьев Карраччи и отчасти напоминают картины Тициана по колориту. Из числа живописных произведений Дю Френуа особенно известны три картины: «Наяды» (Лувр), «Святая Маргарита» (музей Эврё) и «Святая Маргарита, попирающая ногами дракона» (Музей изящных искусств Дижона).
Более известен Дю Френуа как писатель-теоретик искусства. Его латинская поэма «Искусство графики» (De arte Graphica) была написана во время его пребывания в Италии и отражает наблюдения художника и его размышления (несмотря на буквальный перевод заглавия) об искусстве живописи; его можно назвать критическим трактатом об искусстве с общими советами обучающимся. Основные идеи соответствуют стандартам его времени; поэтический стиль заимствован главным образом у Лукреция и Горация. Поэма была впервые опубликована Миньяром после смерти художника, а затем переведена на несколько языков. В 1668 году Роже де Пиль перевёл трактат Дю Френуа на французский язык с примечаниями. В 1789 году Рену сделал второй перевод на французский язык, в 1810 году Антуан Рабани выполнил третий. На английский язык это произведение в XVII веке перевёл в прозаическую форму Джон Драйден; затем последовал перевод Мэйсона в стихотворную форму, к которому сэр Джошуа Рейнольдс добавил несколько аннотаций.

## Галерея

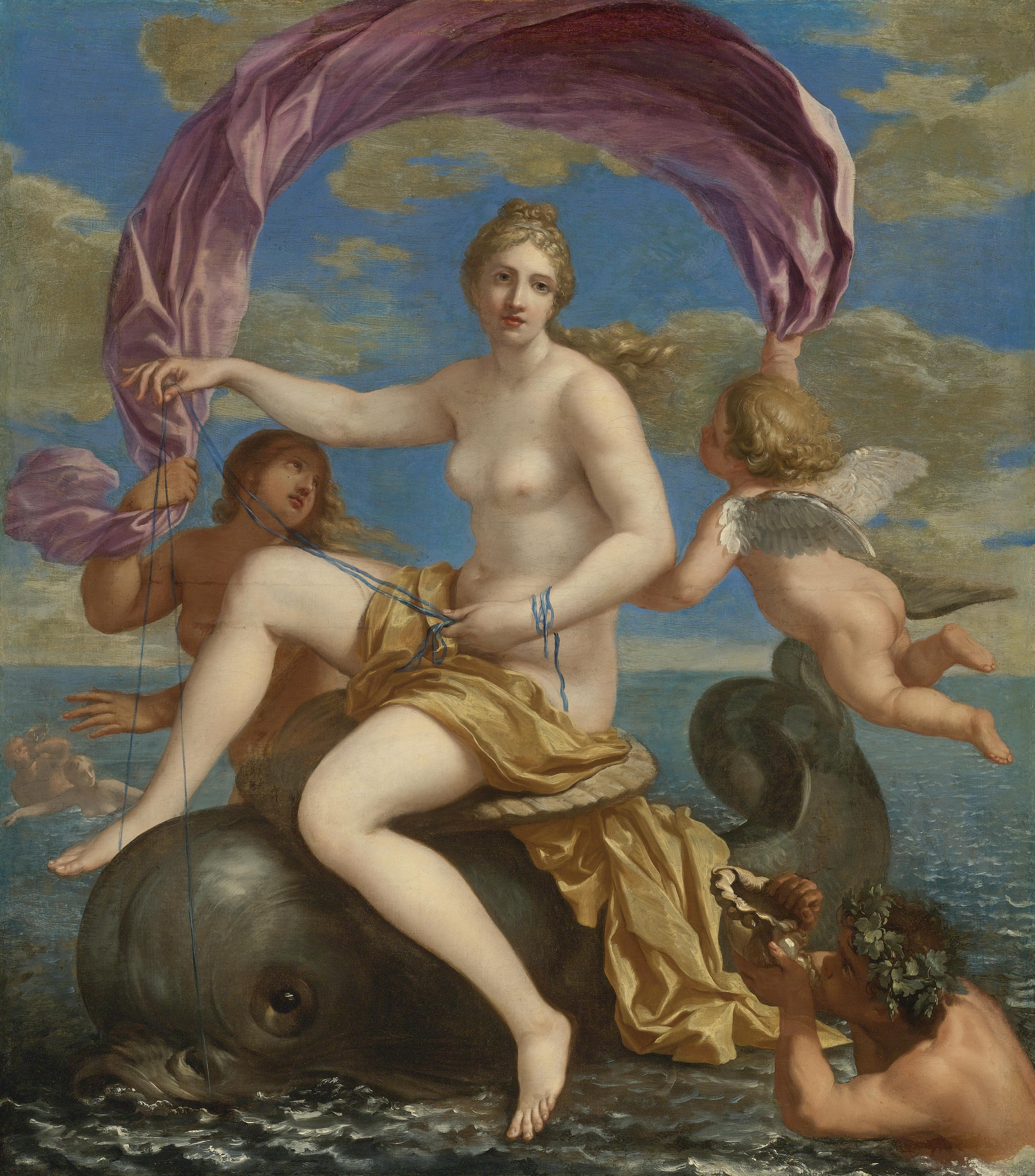
Триумф Галатеи. 1640-е. Холст, масло. Музей Гетти, Лос-Анджелес
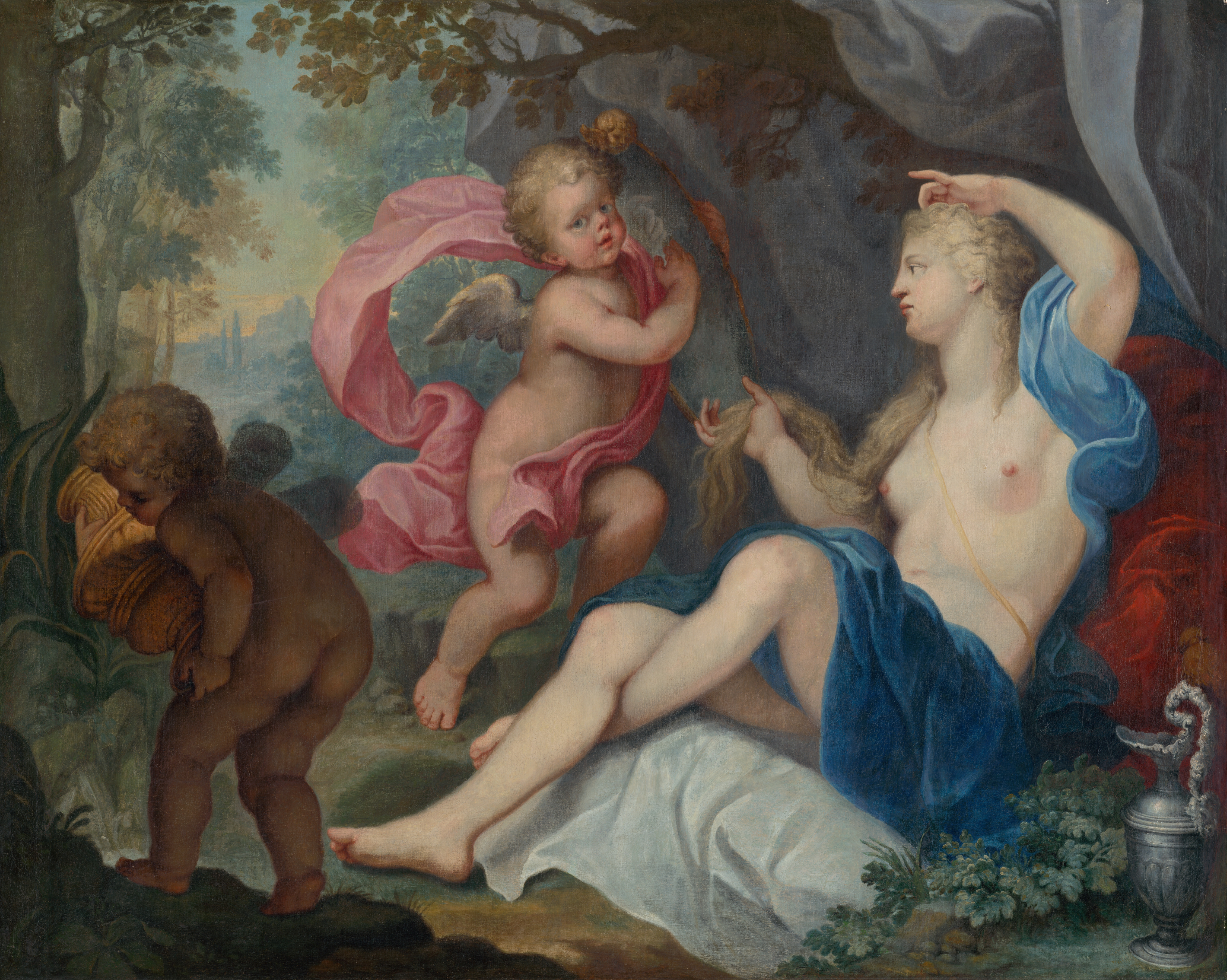
Туалет Венеры. 1650. Холст, масло. Словацкая национальная галерея, Братислава
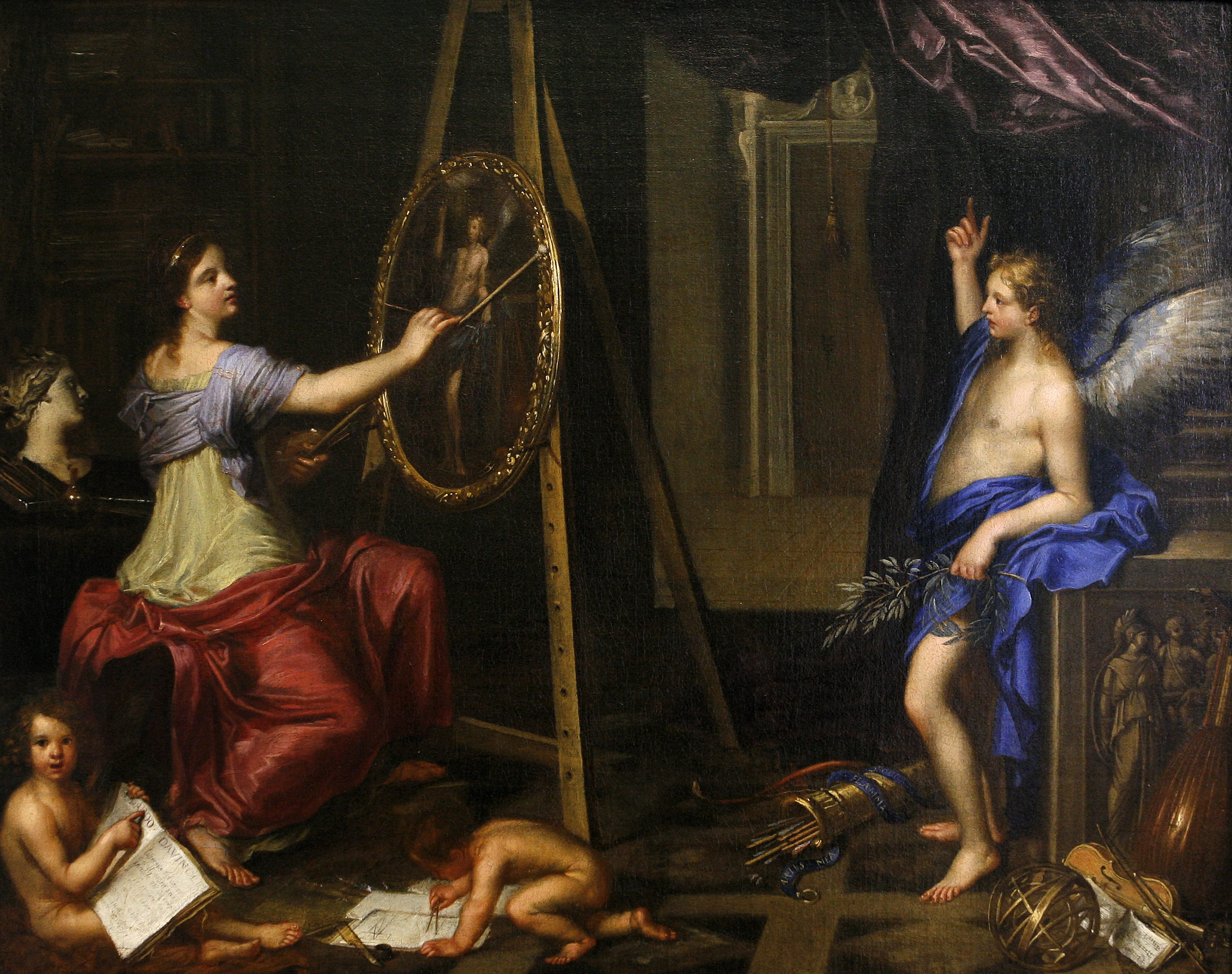
Аллегория живописи. Ок. 1650. Холст, масло. Музей изящных искусств, Дижон
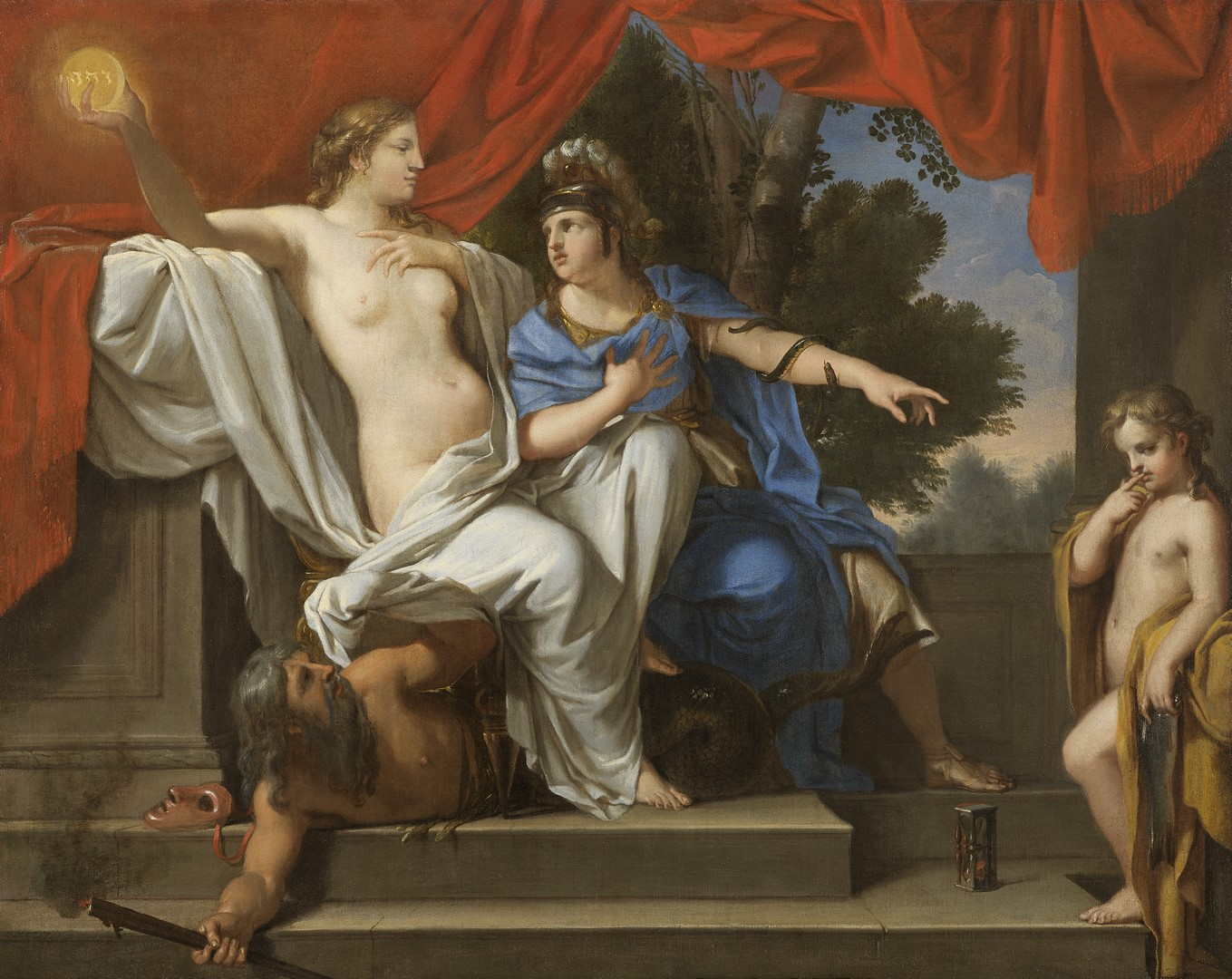
Аллегория веры. 1660. Холст, масло. Частное собрание
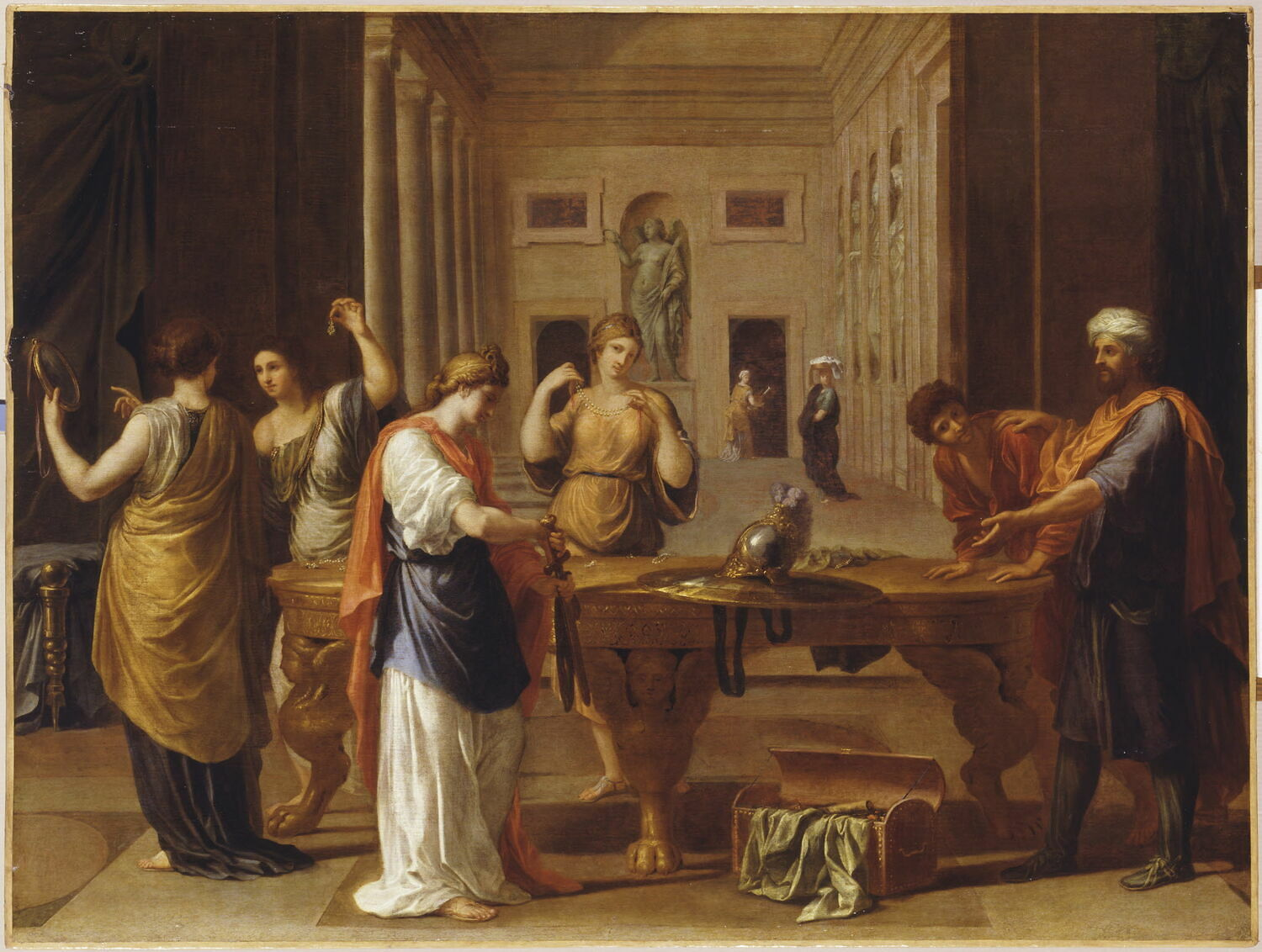
Ахилесс, переодетый женщиной, прячется от Одиссея, чтобы не отправляться на Троянскую войну. Ок. 1650. Холст, масло. Лувр, Париж
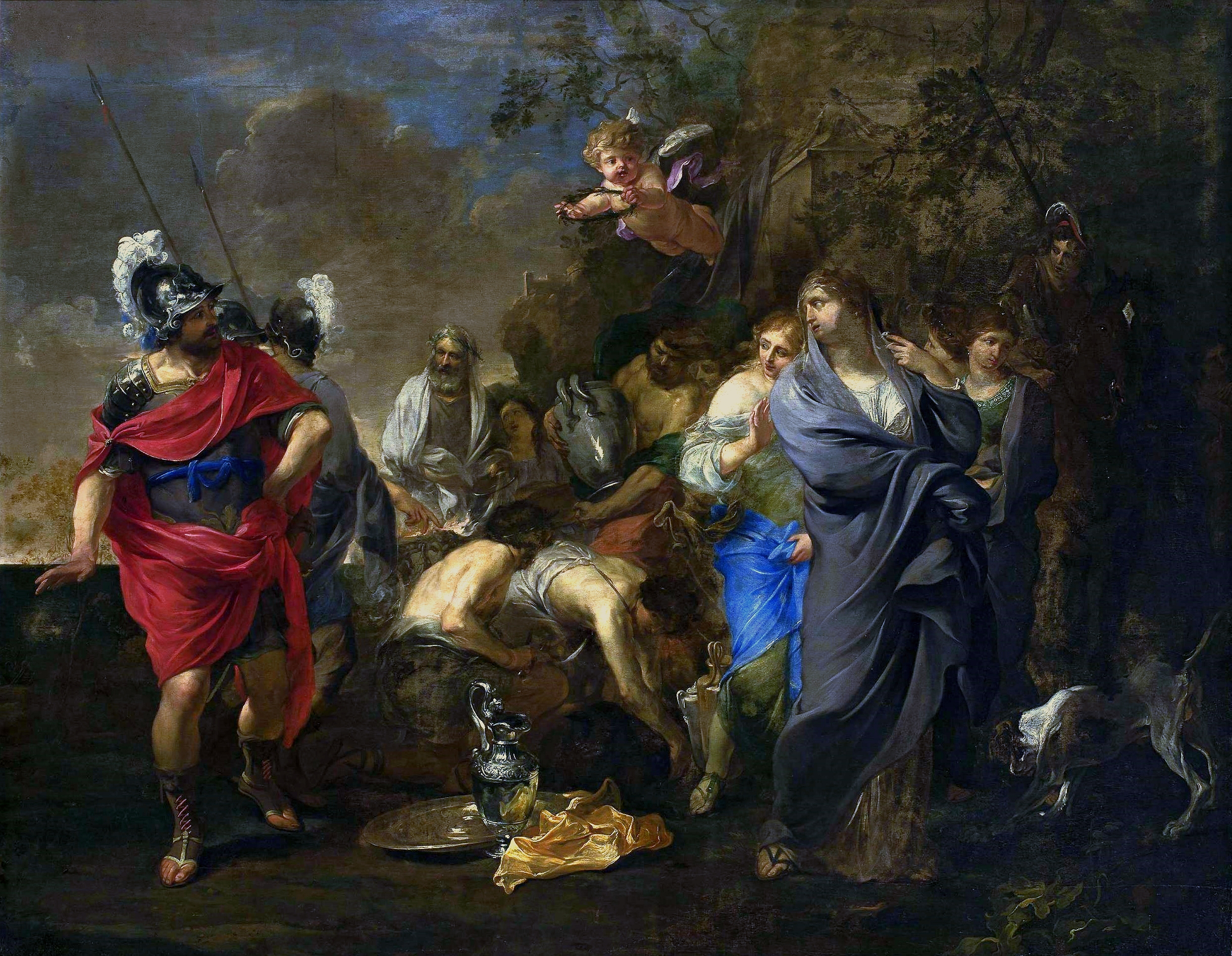
Дидона и Эней. 1660-е. Холст, масло. Национальный музей, Варшава
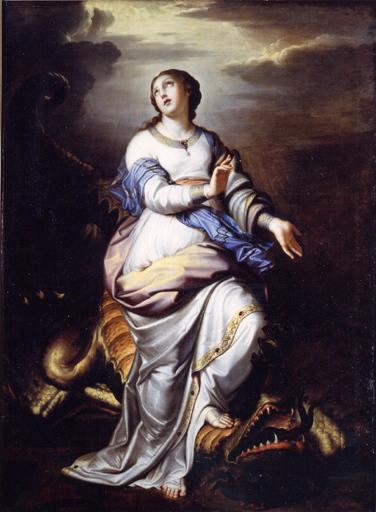
Святая Маргарита. 1660-е. Холст, масло. Музей искусства, истории и археологии, Эврё, Нормандия